# St. Katharina (Boręty)
Die ruinöse Kirche St. Katharina in  Boręty (Barendt) im früheren Kreis Marienburg stammt aus der Ordenszeit. 

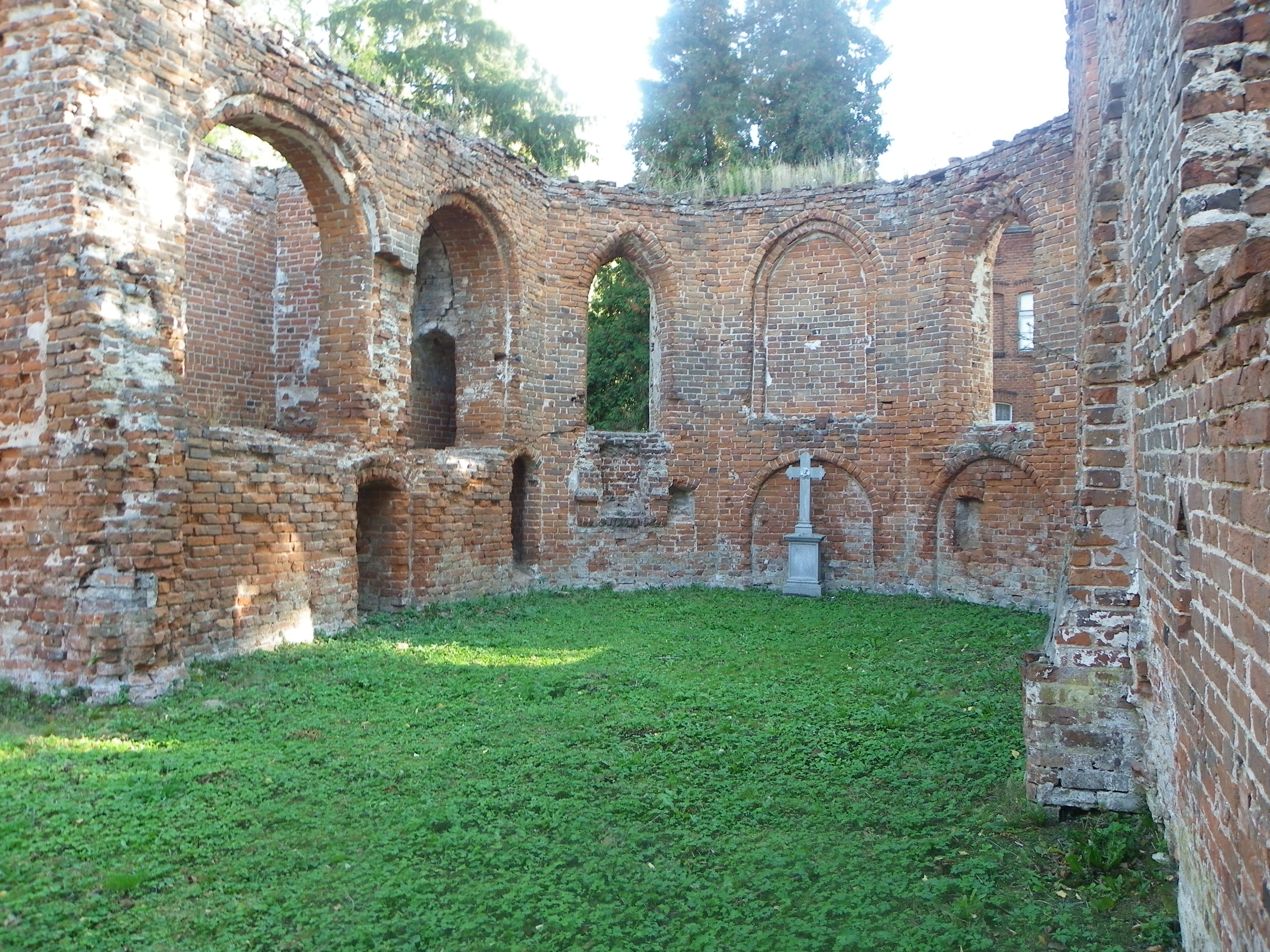
St. Katharina, Barendt

## Geschichte
Im Jahr 1321 verlieh Großkomtur Werner von Orseln dem schon bestehenden Dorf eine kulmische Handfeste. Die Pfarrei erhielt vier Freihufen. Die relativ große Dorfkirche von Barendt entstand in mehreren Etappen, wohl anstelle eines Fachwerkbaus. Chor und Sakristei wurden wohl um 1340/50 errichtet, der Maßwerkfries entstand um 1350/55. Gegen Ende des 14. Jahrhunderts wurde das Langhaus erbaut. Die Mauer wurde später abgebrochen und nach Norden versetzt. Die Ummauerung des hölzernen Turms im unteren Bereich erfolgte im 15. Jahrhundert. Der Langhausgiebel wurde im 16. Jahrhundert neu erbaut, die südliche Vorhalle stammt von 1805. Die Kirche brannte 1945 aus und ist seitdem Ruine.
Im Zuge der Reformation im Deutschordensstaat wurde die Kirchengemeinde evangelisch. Sie gehörte im 19. und 20. Jahrhundert zum Kirchenkreis Marienburg in der Kirchenprovinz Westpreußen der Evangelische Landeskirche in Preußen bzw. Evangelischen Kirche der altpreußischen Union.

## Bauwerk
Erhalten haben sich noch die Umfassungsmauern bis zur Traufhöhe. Der Bau war ein ungewölbter Saalbau mit schräg stehenden Strebepfeilern an den westlichen Kanten, Polygonalchor und freistehendem Westturm. Auf der Südseite befinden sich zwei spitzbogige Fenster, dazwischen ein gestuftes Portal. Die dicke Nordmauer ist fensterlos. Die zweigeschossige Sakristei ist an die Nordseite des Chors angebaut und hat nach Osten ein kleines Fenster. Am östlichen Chorende führt eine Treppe ins Obergeschoss, das sich als Empore mit zwei Arkaden zum Kircheninneren hin öffnet. Das im Westen des Turms nachträglich vorgebaute massive Erdgeschoss hat Strebepfeiler und Westportal. 
Am Fundament wurde Feldstein verwendet, das aufgehende Mauerwerk ist Backstein im gotischen Verband, profilierte Backsteine gibt es nur am Maßwerkfries des Chors.
Koordinaten: 54° 8′ 20,9″ N, 18° 50′ 57,9″ O